# Grasso epatico

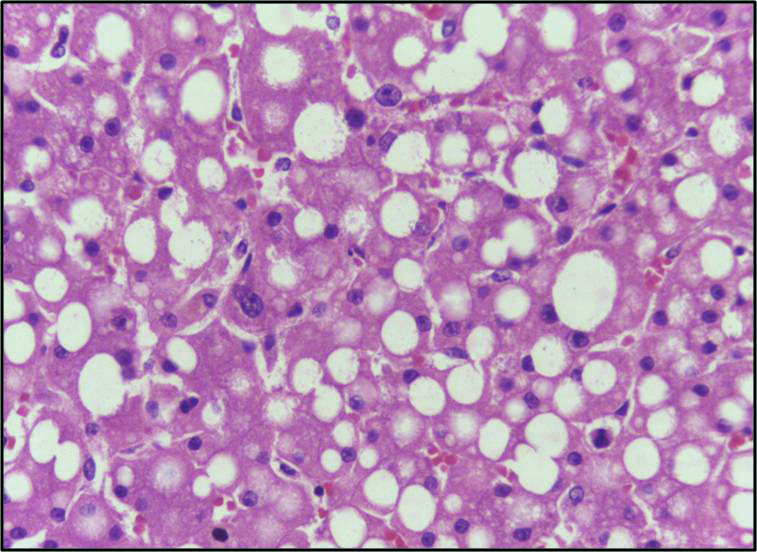
Parenchima epatico con citoplasma cellulare contenente vacuoli di diverse dimensioni che contengono grasso e spingono il nucleo verso la periferia delle cellule

Il grasso epatico, detto anche grasso intraepatico (IHF) o trigliceridi intraepatici (IHTG), rappresenta le riserve di grasso situate nel fegato.

## Definizione
Il grasso contenuto nel fegato che non è correlato al consumo cronico di alcol, denominato steatosi epatica non alcolica (NASH, non-alcoholic hepatic steatosis o NAFLD, nonalcoholic fatty liver disease), è strettamente legato all'obesità, al diabete mellito di tipo 2 e alla severa insulinoresistenza. La steatosi epatica non alcolica (NAFLD) colpisce circa il 30% degli adulti e una maggioranza degli individui obesi. Gli obesi più anziani sono esposti ad un rischio particolarmente elevato per lo sviluppo della steatosi epatica non alcolica (NAFLD) perché sia l'obesità che l'invecchiamento sono associati ad un aumentato accumulo di grasso epatico. Oltre ad aumentare la morbilità e la mortalità per malattie del fegato e cancro, il grasso epatico in eccesso rappresenta un fattore indipendente di rischio per le malattie cardiovascolari, l'insulino-resistenza, il pre-diabete e il diabete di tipo 2.
Sebbene il sito di accumulo lipidico maggiormente associato alle malattie metaboliche sia il tessuto adiposo viscerale, di recente sono state segnalate delle correlazioni tra il grasso viscerale e il grasso epatico, ed è stato osservato che un aumento del grasso epatico sia associato alle stesse anomalie metaboliche legate ad un aumento del grasso viscerale. Pertanto, è stato suggerito che non sia dannoso il grasso viscerale di per sé, quanto piuttosto sia il grasso epatico la causa delle complicanze metaboliche dell'obesità.
La perdita di peso indotta dalla dieta e dall'esercizio fisico sono terapie generalmente raccomandate per i pazienti obesi con malattie metaboliche. Alcune evidenze recenti hanno documentato che la dieta chetogenica (a bassissimo apporto di carboidrati) si sia dimostrata efficace e sicura per la cura della steatosi epatica non alcolica, mentre altri hanno rilevato benefici con la dieta ipocalorica iperproteica. Devries et al. (2008) dimostrarono che l'esercizio di endurance a breve termine senza riduzione del grasso non altera il contenuto lipidico nei soggetti normopeso e sovrappeso, mentre Larson-Meyer et al. (2009) dimostrano che l'esercizio fisico, con o senza restrizione energetica, riduce il grasso intraepatico nei soggetti sovrappeso, sebbene queste riduzioni non coincidessero con un miglioramento della sensibilità insulinica. Shah et al. (2009) trovarono che sia la sola dieta, che la dieta in concomitanza con l'esercizio fisico aerobico e anaerobico fossero strategie in grado di ridurre il grasso epatico e migliorare la sensibilità insulinica. L'aggiunta dell'esercizio fisico al programma consentì un miglioramento della funzionalità e altre alterazioni metaboliche associate all'obesità. Secondo le raccomandazioni attuali, l'attività fisica per il trattamento e la riduzione del grasso epatico include attività aerobiche ad intensità moderata ed elevata (ad esempio, jogging, marcia, ciclismo, nuoto, sci, e giochi con la palla) e l'esercizio coi pesi, così come altre attività per il tempo libero eseguite a bassa intensità sotto le attuali linee guida per il miglioramento del fitness cardiorespiratorio (ad esempio, camminata, bicicletta, ballo, e le attività dallo stile di vita non strutturato come il giardinaggio, lavori di casa, hobby, e yoga). I benefici dell'esercizio fisico nel metabolismo epatico e delle lipoproteine possono essere legati ai potenziali effetti indotti da questa pratica nel ridurre o prevenire l'accumulo di lipidi.